# El puente de San Luis Rey (novela)
El puente de San Luis Rey es la segunda novela del autor estadounidense Thornton Wilder. Fue publicada por primera vez en 1927 con gran éxito mundial. El libro ganó el premio Pulitzer en 1928 y fue la obra de ficción más vendida ese año.
Se cuenta la historia de varias personas interrelacionadas que mueren en el derrumbe de un puente de cuerda inca en Perú, y los eventos que los llevaron a estar en el puente. Un fraile que es testigo del accidente investiga la vida de las víctimas, buscando algún tipo de respuesta cósmica a la pregunta de por qué cada uno de ellos tuvo que morir.

## Trama

### Primera parte: tal vez un accidente
Las primeras páginas del primer capítulo explican la premisa básica del libro: la historia se centra en un hecho ficticio ocurrido en Perú en el camino entre Lima y Cuzco, el mediodía del viernes 20 de julio de 1714. Un puente de cuerda tejido por los incas un siglo antes se colapsó, mientras cinco personas lo cruzaban, quienes cayeron al abismo, muriendo en el río.  La catástrofe conmociona a la población. El suceso fue presenciado por el hermano Juniper, un fraile franciscano que también quería cruzar el puente. Un hombre profundamente piadoso que buscaba proporcionar algún tipo de evidencia empírica que pudiera demostrar al mundo la Divina Providencia de Dios, se propone entrevistar a todos los que pueda encontrar que conocieron a las cinco víctimas. En el transcurso de seis años, compila un enorme libro con toda la evidencia que reúne para mostrar que el principio y el final de una persona es parte del plan de Dios para ella. Al final de sus años de investigación, que resume en un libro, el hermano Juniper tiene que admitir que no pudo probar un orden sobrenatural. Las cinco biografías de las víctimas, incluso si se encuentran y se superponen a veces, cada una representa un todo independiente y único que simplemente dejó de existir en el mismo momento. Sus esfuerzos por asignar “a la teología su lugar entre las ciencias exactas”  han fracasado. Queda una "contradicción entre la creencia y los hechos". La búsqueda de un Dios todopoderoso parece haber sido en vano. Esta constatación es la perdición del hermano Juniper. Los Padres de la Iglesia y los representantes del gobernante español en Perú no encontraron nada en los escritos de Juniper sino dudas sobre la omnipotencia de la Iglesia Católica y el reino dado por Dios. Juniper es sujeto a la Inquisición y quemado en la hoguera como hereje junto con sus investigaciones. Solo una copia de sus escritos sobrevive, en la biblioteca de la Universidad de San Marcos, y cae en manos de un narrador moderno, quien ahora, en lugar del franciscano, nos muestra sus intereses científicos y teológicos, así como la vida de las cinco víctimas como en una serie de imágenes.

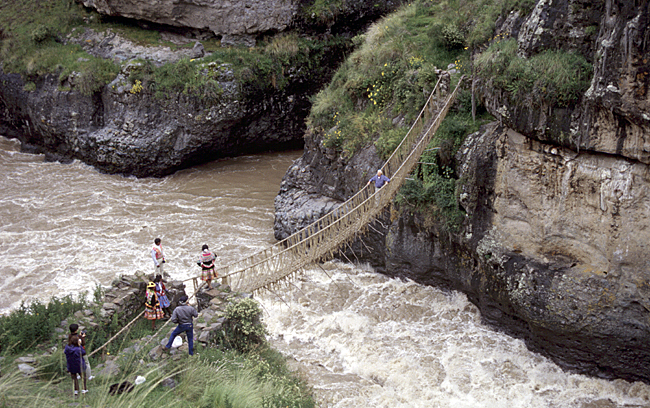
Ejemplo de un puente colgante Inca, aquí el Q'iswachaka

### Segunda parte: la marquesa de Montemayor y Pepita
La segunda parte se centra en una de las víctimas del derrumbe: Doña María, la marquesa de Montemayor. Hija de un rico comerciante de telas, la marquesa era una niña fea que eventualmente contrajo un matrimonio arreglado y tuvo una hija, Clara, a quien amaba mucho. Sin embargo, Clara era indiferente a su madre, se comprometió con un español y se mudó al otro lado del océano a España, donde se casó. Doña María visita a su hija en España, pero cuando no se llevan bien, ella regresa a Lima. La única forma en que pueden comunicarse cómodamente es por carta, y Doña María pone su corazón en la escritura, que se vuelve tan pulida que sus cartas se leerán en las escuelas durante cientos de años después de su muerte.
Doña María lleva como compañera a Pepita, una niña criada en el Convento de Santa María Rosa de las Rosas. Cuando se entera de que su hija está embarazada en España, Doña María decide peregrinar hasta la ermita de Santa María de Cluxambuqua para rezar para que el bebé sea sano y amado. Pepita la acompaña y supervisa al personal. Cuando Doña María está en el santuario, Pepita se queda en la posada y le escribe una carta a su patrona, la abadesa María del Pilar, quejándose de su miseria y soledad. Doña María ve la carta sobre la mesa cuando regresa y la lee. Luego le pregunta a Pepita sobre la carta y Pepita dice que la rompió porque la carta no era valiente. Doña María tiene una nueva percepción de la forma en que su propia vida y el amor por su hija han carecido de valentía. Escribe su "primera carta" (en realidad carta LVI) de valiente amor a su hija, pero dos días después, de regreso a Lima, ella y Pepita se encuentran en el puente de San Luis Rey cuando éste colapsa.

### Tercera parte: Esteban

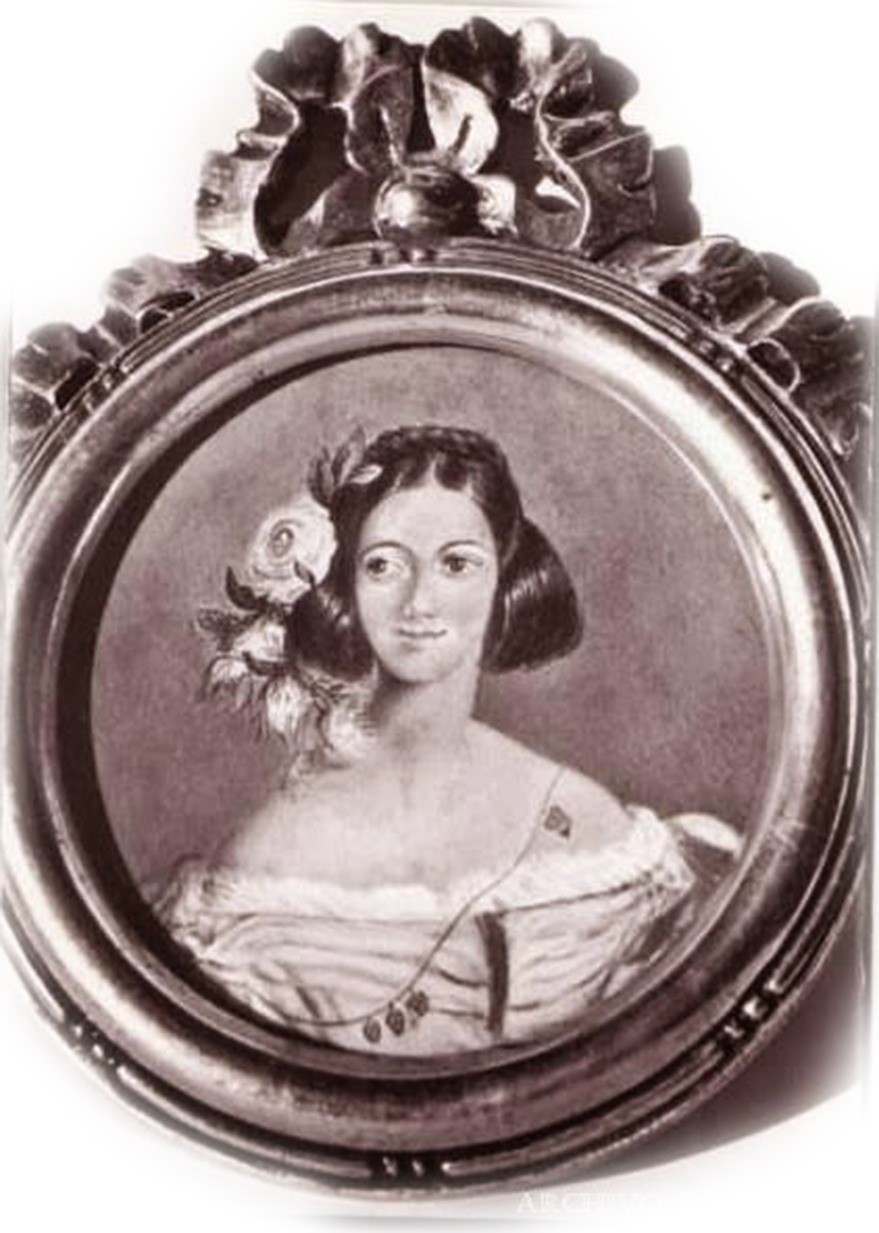
Medallón con la presunta imagen de la Perichole, Perú siglo XVIII

Esteban y Manuel son mellizos que fueron dejados en el Convento de Santa María Rosa de las Rosas siendo infantes. La abadesa del convento, Madre María del Pilar, se encariñó con ellos a medida que crecían. Cuando se hicieron mayores, decidieron ser escribas. Son tan cercanos que han desarrollado un lenguaje secreto que solo ellos entienden. Su relación se vuelve tensa cuando Manuel se enamora de Camila Perichole, una actriz famosa.
Perichole coquetea con Manuel y le jura guardar el secreto cuando ella lo contrata para escribirle cartas a su amante, el virrey. Esteban no tiene idea de su relación hasta que ella aparece una noche en la habitación de los gemelos con prisas y le pide a Manuel que le escriba a un matador con el que está teniendo una aventura. Esteban anima a su hermano a que la siga, pero Manuel le jura que nunca más la volverá a ver. Posteriormente, Manuel se corta la rodilla con un trozo de metal y la herida se infecta. El cirujano le indica a Esteban que le ponga compresas frías sobre la herida, que son tan dolorosas que Manuel maldice a Esteban, aunque luego no recuerda nada de sus imprecaciones. Esteban se ofrece a enviar por la Perichole, pero Manuel se niega. Poco después, Manuel muere.
Cuando llega la abadesa a preparar el cuerpo, le pregunta a Esteban su nombre, y él dice que es Manuel. Los chismes sobre su extraño comportamiento subsiguiente se extienden por toda la ciudad. Va al teatro pero huye antes de que Perichole pueda hablar con él, la abadesa también intenta hablar con él, pero él se escapa, por lo que manda a buscar al capitán Alvarado.
El Capitán Alvarado, un conocido navegante y explorador, va a ver a Esteban en Cuzco y lo contrata para navegar con él por el mundo, lejos de Perú. Esteban acepta, luego se niega y luego acepta si puede obtener todo su pago por adelantado para comprar un regalo para la abadesa antes de partir. Esa noche Esteban intenta suicidarse pero es salvado por el Capitán Alvarado. El Capitán se ofrece a llevarlo de regreso a Lima para comprar el regalo, y en el barranco que cruza el puente de San Luis Rey, el Capitán baja a un bote que está transportando algunos materiales por el agua. Esteban va al puente y está allí cuando se derrumba.

### Cuarta parte: tío Pío y Don Jaime
El tío Pío actúa como ayuda de cámara de Camila Perichole y, además, "su maestro de canto, su peluquero, su masajista, su lector, su recadero, su banquero; se rumorea: su padre". Nació como hijo bastardo de un aristócrata madrileño y luego viajó por el mundo dedicado a una amplia variedad de negocios dudosos, aunque legales, la mayoría relacionados con ser un intermediario o agente de los poderosos, incluida (brevemente) la realización de interrogatorios para la Inquisición Su vida "se volvió demasiado complicada" y huyó a Perú. Se dio cuenta de que solo tenía tres intereses en el mundo: la independencia, la presencia constante de hermosas mujeres, y las obras maestras de la literatura española, en particular las de teatro.
Encuentra trabajo como agente confidencial del virrey del Perú. Un día, descubre a Micaela Villegas, una cantante de café de doce años, y la toma bajo su protección. A lo largo de los años, mientras viajan de taberna en taberna por toda América Latina, ella se convierte en una joven hermosa y talentosa. El tío Pio la instruye en la etiqueta de la alta sociedad y la incita a la grandeza expresando una perpetua decepción con sus actuaciones. Se convierte en Camila Perichole, la actriz más laureada de Lima.Después de muchos años de éxito, Perichole se ha aburrido del escenario. El anciano virrey don Andrés la toma por amante. Ella, el tío Pío, el arzobispo del Perú y, finalmente, el capitán Alvarado se reúnen con frecuencia a medianoche para cenar en la mansión del virrey. El tío Pío permanece fielmente dedicado a ella, pero a medida que Camila envejece y da a luz a tres hijos del virrey, pretende convertirse en una dama en lugar de una actriz. Ella evita al tío Pio, y cuando él le habla, le dice que no use su nombre artístico.
Cuando una epidemia de viruela arrasa Lima, Camila queda desfigurada por ella. Lleva al campo a su hijo pequeño Don Jaime, que sufre de convulsiones. El tío Pío la ve una noche tratando desesperadamente de taparse con polvos la cara picada de viruela, avergonzada, se niega a volver a verlo. Él le ruega que le permita llevar a su hijo a Lima y enseñarle como lo hizo con ella. Desesperada por el giro que ha tomado su vida, acepta a regañadientes. El tío Pio y Jaime parten a la mañana siguiente, y son la cuarta y quinta personas en el puente de San Luis Rey cuando éste se derrumba.

### Quinta parte: Quizás una intención
El hermano Juniper trabaja durante seis años en su libro sobre el colapso del puente, hablando con todos los que puede encontrar que conocían a las víctimas, probando varias fórmulas matemáticas para medir los rasgos espirituales, sin resultados más allá de generalizaciones piadosas convencionales. Compila un enorme libro de entrevistas con plena fe en la bondad y la justicia de Dios, pero un concilio declara herético su trabajo y el libro y el hermano Juniper fueron quemados públicamente por su herejía.
La historia retrocede luego en el tiempo, hasta el día de un funeral por los que murieron en el colapso del puente. En la ceremonia están el Arzobispo, el Virrey y el Capitán Alvarado. En el Convento de Santa María Rosa de las Rosas, la abadesa siente, al haber perdido a Pepita y a los hermanos gemelos, que su labor de ayuda a los pobres y enfermos morirá con ella. Un año después del accidente, Camila Perichole busca a la abadesa para preguntarle cómo puede seguir después de haber perdido a su hijo y al tío Pío. Camila obtiene consuelo y comprensión de la abadesa y se convierte en ayudante en el convento. Más tarde llega doña Clara de España, buscando también a la abadesa para hablar con ella de su madre, la marquesa de Montemayor. Está muy conmovida por el trabajo de la abadesa en el cuidado de los sordos, los locos y los moribundos. La novela termina con la observación de la abadesa: "Hay una tierra de los vivos y una tierra de los muertos, y el puente que las une es el amor, lo único que sobrevive, lo único que tiene sentido".

## Temas y fuentes

### El amor
Todas las víctimas son amantes infelices, a quienes les arrebatan sus seres queridos en vida (Esteban), cuyo amor es rechazado (Marquesa, el tío Pío) o que aún no pueden vivir el amor (la joven Pepita, el niño Jaime). Los supervivientes, la amante Camila Perichole, Clara, la hija de la marquesa, y la abadesa, sólo se dan cuenta de su amor tras la muerte de los protagonistas: "Todos, todos nos echábamos de menos. (...) pero ya sabes (. ..) cuando amamos, incluso nuestras transgresiones no parecen durar mucho". Miraba el amor como una especie de enfermedad cruel a través de la cual es preciso que pasen los elegidos al final de la juventud y de la cual salen pálidos y agotados, pero listos para el trabajo de vivir. Existía (así lo creía) un gran repertorio de errores misericordiosamente imposibles para los que se habían curado de tal enfermedad. Por desdicha, les quedaba una hueste de fallas, pero, al menos (así lo demostraban muchos ejemplos), nunca cometían el error de tomar una amabilidad rezagada por completa entrega de la vida, nunca volvían a mirar a un ser humano, desde un príncipe a un criado, como un objeto mecánico.

### El destino
Thornton Wilder dijo que el libro plantea la pregunta: "¿Hay una dirección y un significado en la vida más allá de la propia voluntad del individuo?"  Al describir las fuentes de su novela, Wilder explicó que la trama se inspiró
en su acción externa por una obra de teatro en un acto [ Le Carrosse du Saint-Sacrement ] del [dramaturgo francés] Prosper Mérimée, que se desarrolla en América Latina y uno de cuyos personajes es una cortesana. Sin embargo, la idea central de la obra, la justificación de un número de vidas humanas que surge como consecuencia del repentino derrumbe de un puente, se originó de discusiones amistosas con mi padre, un calvinista estricto. Los puritanos estrictos imaginan a Dios con demasiada facilidad como un maestro de escuela insignificante que sopesa minuciosamente la culpa frente al mérito, y pasan por alto la 'Caritas ' de Dios, que es más poderosa y abarca todo. El amor de Dios tiene que trascender su justa retribución. Pero en mi novela he dejado esta pregunta sin respuesta. Como dije antes, solo podemos plantear la pregunta correcta y claramente, y tener fe en que uno hará la pregunta de la manera correcta.
Cuando se le preguntó si sus personajes eran históricos o imaginarios, Wilder respondió: "La Perichole y el Virrey son personas reales, con los nombres que tuvieron en la historia [una cantante callejera llamada Micaela Villegas y su amante Manuel de Amat y Junyent, quien fue Virrey de Perú en ese momento]. La mayoría de los eventos fueron inventados por mí, incluida la caída del puente". Basó el hábito de la marquesa de escribir cartas a su hija en su conocimiento de la gran escritora de cartas francesa Madame de Sévigné.
El puente en sí (tanto en la historia de Wilder como en la obra de Mérimée) se basa en el gran puente colgante del camino inca sobre el río Apurímac, erigido alrededor de 1350, todavía en uso en 1864, y en ruinas pero aún colgando en 1890. Cuando el explorador Victor Wolfgang von Hagen le preguntó si alguna vez había visto una reproducción de la ilustración grabada en madera de Ephraim George Squier del puente tal como era en 1864, Wilder respondió: "Es mejor, von Hagen, que no haga comentarios ni señale de eso". De hecho, en una carta al profesor de Yale Chauncey Tinker, Wilder escribió que él había inventado el puente por completo. El nombre del puente proviene de la Misión San Luis Rey de Francia en el condado de San Diego, California.

## Recepción e influencia
El Puente de San Luis Rey ganó el Premio Pulitzer de Novela en 1928, y sigue siendo considerada su obra más popular.  En 1998, el consejo editorial de la American Modern Library calificó el libro como el número 37 en la lista de las 100 mejores novelas del siglo XX. La revista Time incluyó la novela en TIME 100 Best English-language Novels de 1923 a 2005.
Ya en las primeras reseñas se dijo que la obra de Wilder no era “sólo una obra de arte, sino una obra de arte de aspecto casi arcaico, una excepción en la literatura americana de la época. (... ) La novela pronto se convirtió en un éxito de ventas, y en el segundo año de su publicación la tirada ascendió a 300.000 ejemplares.
Helmut Viebrock ve en El puente de San Luis Rey la referencia a una “verdad trascendente”, a un “sentido de la historia que no se puede identificar claramente” y a la descripción de una “experiencia metafísica. Pero la historia de fondo de la prueba fallida de Dios le parece solo como la "maniobra de distracción" de Wilder de una experiencia existencial de intuición repentina asociada con el amor desinteresado, de "sorprenderse", "la apertura abrupta de una nueva y aterradora". dimensión feliz del sentimiento". Puesto que la presencia de Dios en el mundo sigue siendo indecidible, el único sentido de la vida es la tentativa de amor.

### Influencia
- El Puente de San Luis Rey se menciona en la novela bélica de Elizabeth Goudge The Castle on the Hill, donde un personaje explica que, "... en este caso la muerte llegó a aquellos cinco justo en el momento más apropiado de sus vidas, y que esta supuesta tragedia, al afectar la vida de otros, trajo alteraciones en el patrón [de vida] que a la larga significó solo bendición y paz": este personaje, un anciano historiador, intenta ofrecer consuelo a una mujer que acaba de conocer cuya vida ha estado llena de tragedias personales y desastres en tiempos de guerra).[23][24]
- La novela fue citada por el escritor estadounidense John Hersey como inspiración directa para su obra de no ficción Hiroshima (1946).[25]
- Inspirándose libremente en la novela de Wilder, Indro Montanelli publicó en Suiza en 1945 el libro Drei Kreuze, luego traducido al italiano con el título Qui non restano, en el que cuenta de primera mano el destino de tres italianos misteriosamente encontrados asesinados en el valle de Ossola. La historia comienza el 17 de septiembre de 1944 cuando un sacerdote entierra tres cuerpos anónimos con otras tantas cruces sin nombre. Utilizando una estructura narrativa epigráfica, la respuesta a la pregunta sobre quiénes los mataron (¿los partisanos o los fascistas?) se da gracias a un párroco, a punto de ser deportado a Alemania, que entrega las hojas manuscritas al autor.[26]
- Las novelas de David Mitchell Ghostwritten y Cloud Atlas se hacen eco de la historia de muchas maneras, más explícitamente a través del personaje de Luisa Rey.[27]
- Ayn Rand hace referencia al tema en Atlas Shrugged, su epopeya sobre el declive ficticio de Estados Unidos hacia una cleptocracia empobrecida. Después de una colisión desastrosa en un túnel ferroviario, destaca a los pasajeros del tren que, de una forma u otra, promovieron el clima moral que hizo probable el accidente.[28]
- El libro es mencionado de pasada por un personaje en The Dark Tower III: The Waste Lands, el tercer libro de la serie Dark Tower de Stephen King.[29]
- El libro es mencionado por el protagonista de la novela Pasado perfecto (1991), de Leonardo Padura.
- Se hace referencia al libro en la novela Numero Zero (2015), de Umberto Eco.[30]
- La historia se cita en la portada del álbum de 2003 de Sea Power, The Decline of British Sea Power.[31]
- La novela es mencionada por un personaje de la novela The Fireman de Joe Hill de 2016.[32]
- La serie de televisión australiana Glitch hace referencia a la novela y cita el pasaje "Hay una tierra de vivos y una tierra de muertos y el puente es el amor, la única supervivencia, el único significado".[33]

- El libro fue citado por el primer ministro británico Tony Blair durante el servicio conmemorativo por las víctimas de los ataques del 11 de septiembre de 2001.[34][35]

## Adaptaciones
Películas
Tres películas estadounidenses y una adaptación televisiva (1958) se han basado en la novela:
- El Puente de San Luis Rey (1929)[36]
- El Puente de San Luis Rey (1944)[37]
- El Puente de San Luis Rey (1958)[38]
- El Puente de San Luis Rey (2004)[39]

Ópera
Una ópera del compositor alemán Hermann Reutter se basó en la novela:
- Die Brücke von San Luis Rey: Szenen nach der Novelle von Thornton Wilder (1954)[40][41]